# Cavaion Veronese
Cavaion Veronese is een gemeente in de Italiaanse provincie Verona (regio Veneto) en telt 4459 inwoners (31-12-2004). De oppervlakte bedraagt 12,9 km², de bevolkingsdichtheid is 346 inwoners per km².
De frazione Sega maakt deel uit van de gemeente.

## Demografie
Cavaion Veronese telt ongeveer 1687 huishoudens. Het aantal inwoners steeg in de periode 1991-2001 met 22,0% volgens cijfers uit de tienjaarlijkse volkstellingen van ISTAT.
| Jaar | Inwoneraantal |
| ---- | ------------- |
| 1991 | 3414          |
| 2001 | 4164          |

## Geografie
De gemeente ligt op ongeveer 190 m boven zeeniveau.
Cavaion Veronese grenst aan de volgende gemeenten: Affi, Bardolino, Pastrengo, Rivoli Veronese en Sant'Ambrogio di Valpolicella.

## Partnersteden van Cavaion
- Bad Aibling, Duitsland, sinds 2006

## Externe link

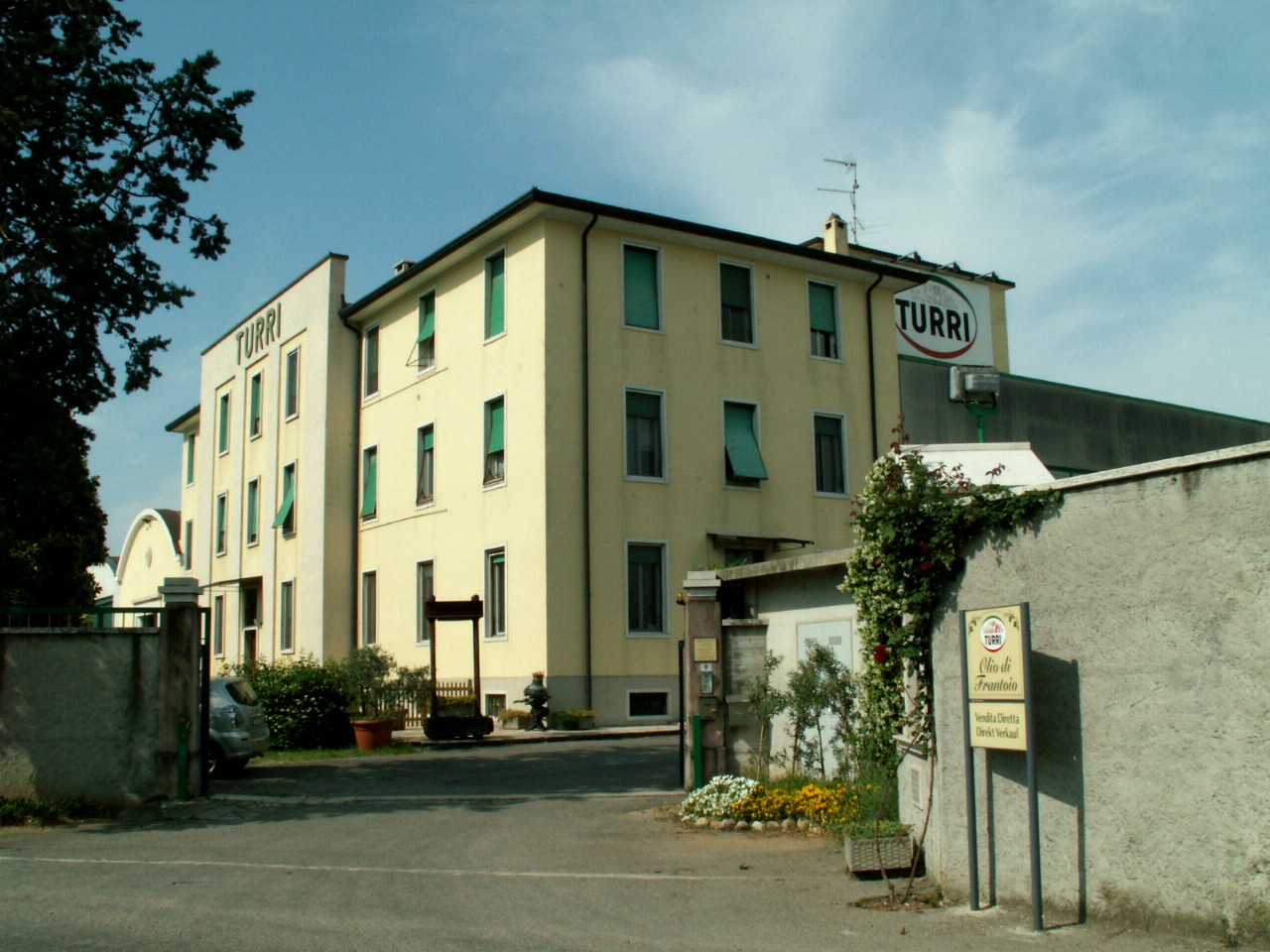
Kerk